# 伊梅尔达·基亚帕
伊梅尔达·基亚帕（義大利語：Imelda Chiappa，1966年5月10日—），意大利女子自行车运动员。她曾代表意大利参加1988年和1996年夏季奥林匹克运动会自行车比赛，其中在1996年奥运会获得一枚银牌。